# Fays (Vosges)
Fays település Franciaországban, Vosges megyében. Lakosainak száma 219 fő (2022. január 1.). Fays Laval-sur-Vologne, Lépanges-sur-Vologne, Prey, Viménil és Bruyères községekkel határos.

## Népesség
A település népességének változása:
| Lakosok száma | 239  | 234  | 238  | 223  | 219  | 215  | 212  | 215  | 219  |
|               | 2013 | 2015 | 2016 | 2017 | 2018 | 2019 | 2020 | 2021 | 2022 |